# Tipula (Lunatipula) rufula
Tipula (Lunatipula) rufula is een tweevleugelige uit de familie langpootmuggen (Tipulidae). De soort komt voor in het Palearctisch gebied.